# Antwerp Giants in het seizoen 2021/22
Het seizoen 2021/2022 was het 27e jaar in het bestaan van de Antwerpse basketbalclub Antwerp Giants. De club kwam uit in de nieuw opgerichte basketbalcompetitie van Nederland en België, de BNXT League. 

## Verloop
De Giants bereikte de vierde ronde in de BNXT League waar ze onderuit gingen tegen de Nederlandse Donar. In de Beker van België verloren ze in de kwartfinale van BC Oostende.

### Europees basketbal
De Giants speelde in de FIBA Europe Cup waarin ze tweede werden in een groep met Sporting CP, Ionikos Nikaias BC en Belfius Mons-Hainaut. In de tweede ronde werden ze derde in een groep met Pallacanestro Reggiana, Crailsheim Merlins en Kiev Basket waardoor ze uitgeschakeld waren.

## Selectie
Antwerp Giants ·
Apollo Amsterdam ·
Aris Leeuwarden ·
BAL ·
Union Mons-Hainaut ·
Den Helder Suns ·
Donar ·
Feyenoord ·
Heroes Den Bosch ·
Kangoeroes Basket Mechelen ·
Landstede Hammers ·
Leuven Bears ·
Liège Basket ·
Limburg United ·
Okapi Aalst ·
Oostende ·
Phoenix Brussels ·
Spirou Charleroi ·
The Hague Royals ·
Yoast United ·
ZZ Leiden